# Dendropsophus schubarti
Espèce
Synonymes
- Hyla schubarti Bokermann, 1963

Statut de conservation UICN

 LC  : Préoccupation mineure
Dendropsophus schubarti est une espèce d'amphibiens de la famille des Hylidae.

## Répartition
Cette espèce se rencontre en dessous de 300 m d'altitude, :
- au Brésil dans l'État du Rondônia et dans l'ouest de l'État d'Acre ;
- dans le sud-est du Pérou dans l'est des régions de Madre de Dios et de Puno ;
- dans le Nord et le centre de la Bolivie.

## Étymologie
Cette espèce est nommée en l'honneur d'Otto Schubart (1900-1962).

## Publication originale
- Bokermann, 1963 : Duas novas espécies de Hyla de Rondônia, Brasil (Amphibia, Salientia). Revista Brasileira de Zoologia, vol. 23, no 3, p. 247-250.